# Going am Wilden Kaiser
Going ist eine Gemeinde mit 1972 Einwohnern (Stand 1. Jänner 2024) im Bezirk Kitzbühel in Tirol (Österreich). Die Gemeinde liegt im Gerichtsbezirk Kitzbühel.

## Geografie

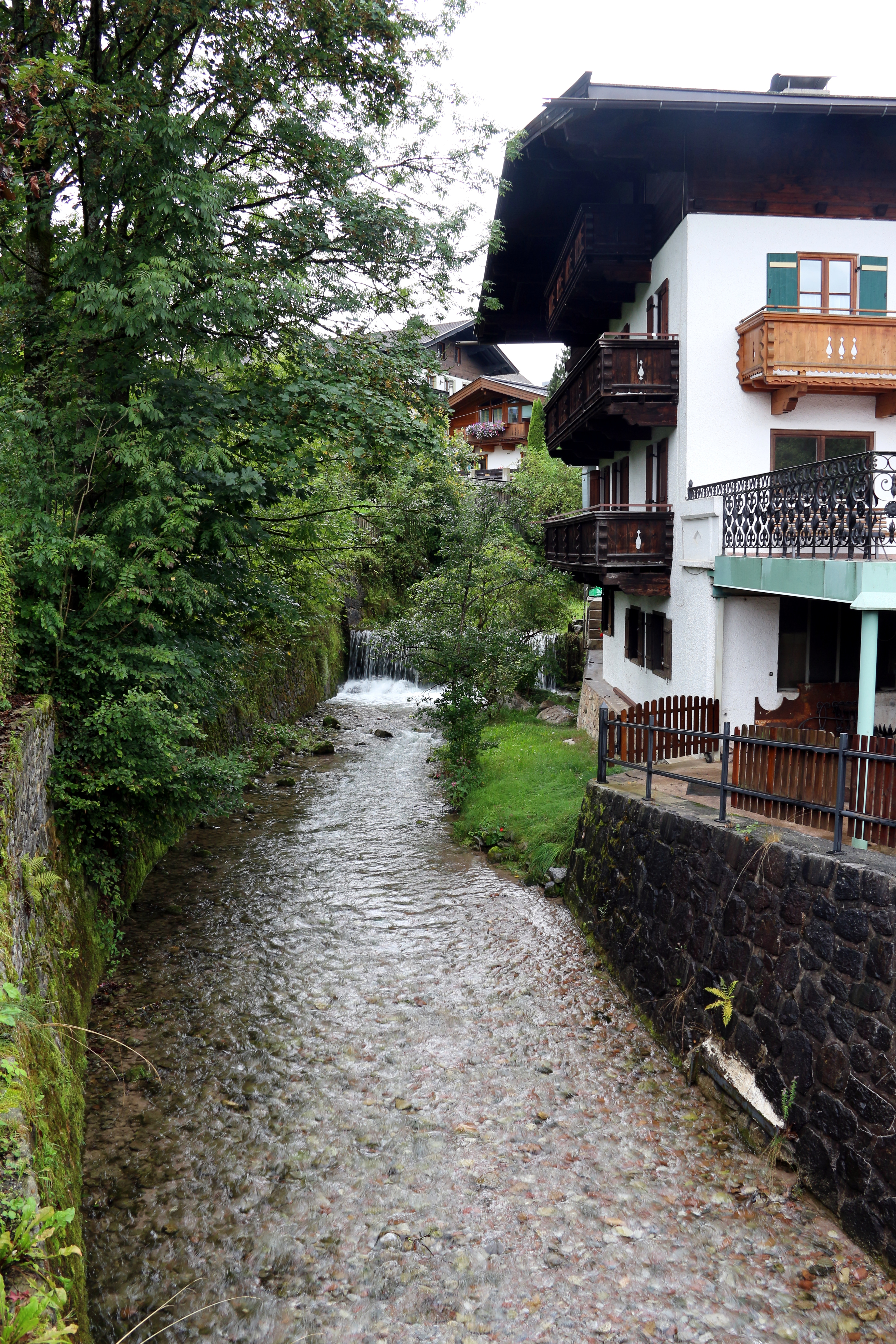
Der Goinger Bach im Ortszentrum

Going liegt im Übergangsbereich zwischen Leukental und Sölllandl, westlich von St. Johann in Tirol zwischen den Kitzbüheler Alpen im Süden und dem Wilden Kaiser im Norden. Im Bereich seiner südlichen Gemeindegrenze grenzt Going an das Brixental.

### Gemeindegliederung
Das Gemeindegebiet umfasst folgende vier Ortschaften (in Klammern Einwohnerzahl Stand 1. Jänner 2024):
- Going am Wilden Kaiser (751)
- Prama (351)
- Schattseite (333)
- Sonnseite (537)

Die Gemeinde besteht aus der Katastralgemeinde Going.

### Nachbargemeinden
|        | Kirchdorf in Tirol                          |                                         |
| Ellmau | Kompassrose, die auf Nachbargemeinden zeigt | St. Johann in Tirol, Oberndorf in Tirol |
|        | Reith bei Kitzbühel                         |                                         |

## Geschichte
Angeblich wird der Ort erstmals 1140/45 als Gǒingen bzw. 1166/70 als Gowingen jeweils im Traditionsbuch von Kloster Baumburg ersterwähnt. Der Ortsname wird von einem bajuwarischen Adeligen, Guowo oder Gauwo, abgeleitet. Dies lässt auf eine bajuwarische Gründung schließen. Beide Namensnennungen sind jedoch laut neuerem Forschungsstand auf das oberbayerische Gauing im Landkreis Traunstein zu beziehen.
Goings Dorfkirche zählt zu den schönsten Rokokokirchen Tirols. Geweiht ist sie dem Heiligen Kreuz und dem Märtyrer Laurentius. Der Baumeister war Andrä Hueber, der Freskant Matthias Kirchner, beide aus Kitzbühel. Die Altäre und Heiligenfiguren wurden vom Goinger Thomas Blieml gestaltet. Am linken Seitenaltar steht in der Altarnische eine bemerkenswerte Madonna, etwa um 1480 geschnitzt.
Am Rerobichl zwischen Going und Oberndorf wurden ab dem 16. Jahrhundert Kupfer und Silber abgebaut. Die Bergknappen waren im Ortsteil Prama angesiedelt. Der Name „Prama“ ist keltisch und heißt: dort, wo die Brombeeren wachsen.
Dies ist wohl ein Hinweis auf keltische Besiedlung. Die Kelten haben in diesem Gebiet schon um 800 v. Chr. Kupfer und Silber abgebaut. Geschlossen wurde das Bergwerk um 1773. In der Spitzenzeit wurden jährlich circa 12.000 Kilogramm Kupfer und an die 7.000 Kilogramm Silber abgebaut. Das Schmelzwerk befand sich im Ortsteil Litzelfelden bei Kirchdorf. Der tiefste, senkrechte Schacht war rund 880 Meter tief.

## Bevölkerungsentwicklung
EinwohnerJahr60090012001500180021001860189019201950198020102040EinwohnerEinwohnerentwicklung von Going am Wilden Kaiser

## Kultur und Sehenswürdigkeiten

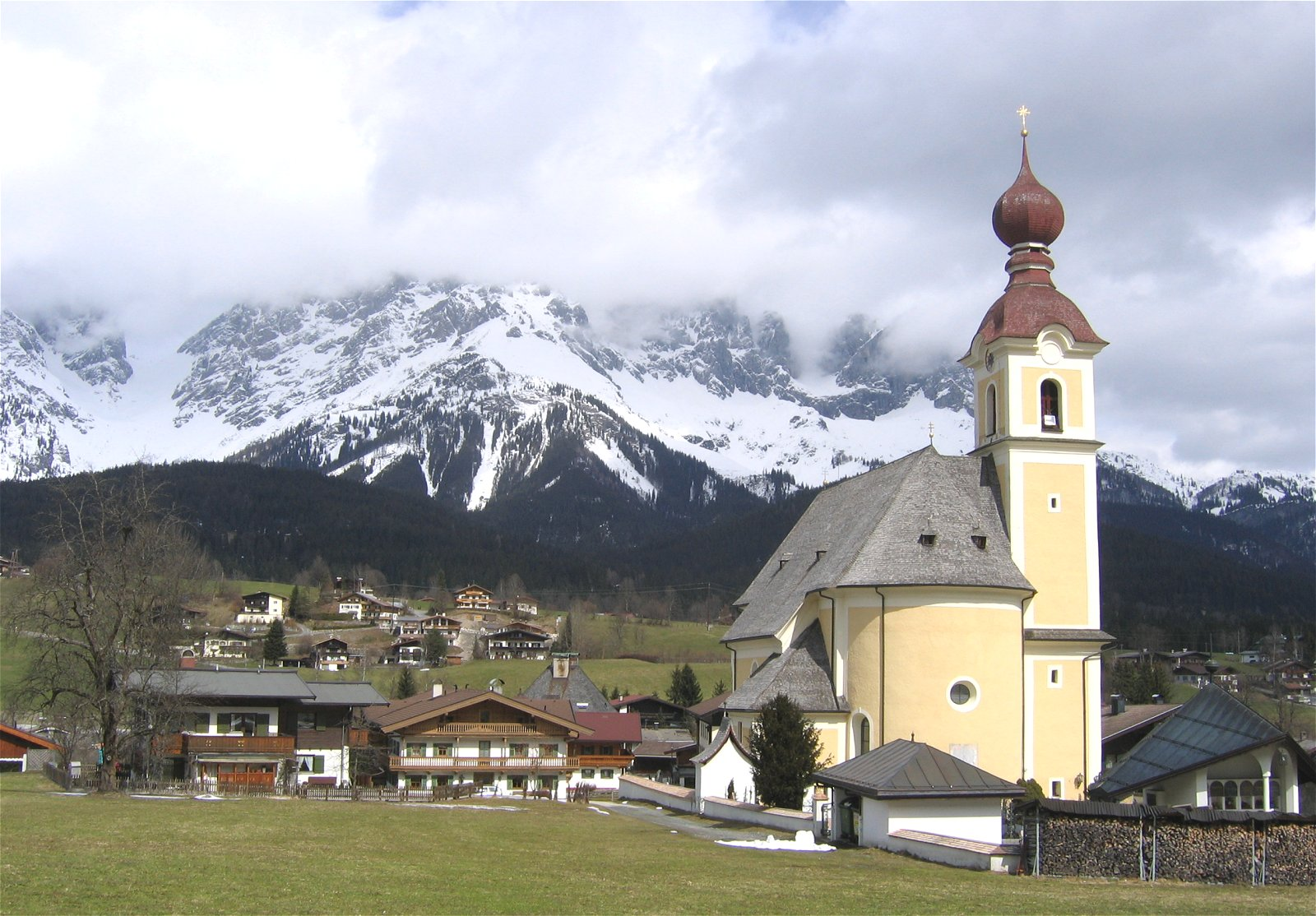
Pfarrkirche Going am Wilden Kaiser

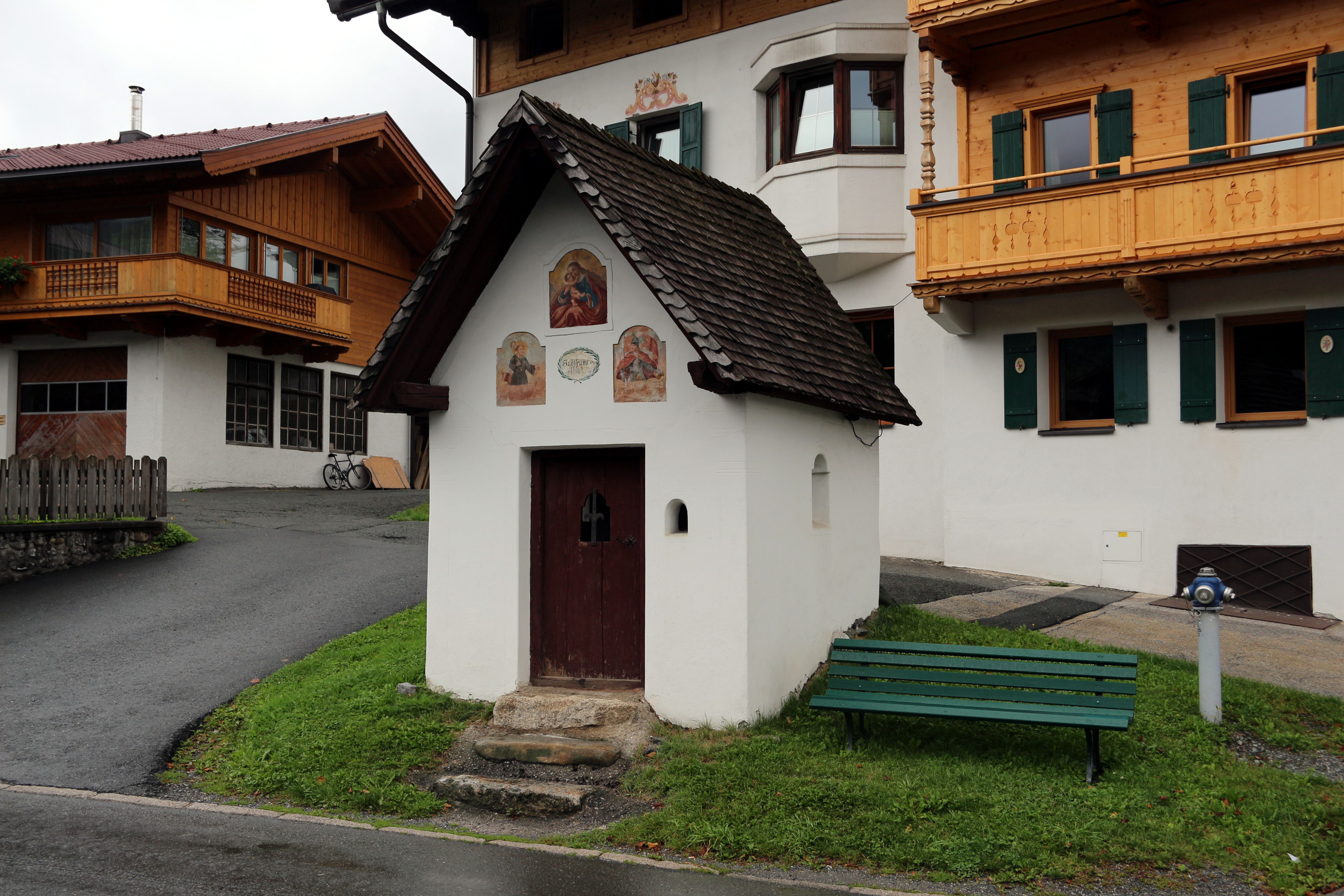
Dorfwirtskapelle aus dem 17. Jahrhundert.

- Katholische Pfarrkirche Going am Wilden Kaiser hl. Kreuz

## Wirtschaft und Infrastruktur
Neben vielen Handwerks-, Gewerbe- und Handelsbetrieben ist Going heute hauptsächlich von der Landwirtschaft und dem zweisaisonalen Tourismus geprägt. Besondere Bekanntheit über die Landesgrenzen hinaus genießt der Stanglwirt.
Folgende Infrastruktur trägt zur touristischen Attraktivität der Gemeinde bei:
- Sommer: Wanderwege, Klettern, Bergsteigen, Natur-Badesee mit längster Freiland-Wasserrutsche Tirols, Beach-Volleyball, Tennisfreiplätze und Hallen, Squashhalle, 27-Loch-Golfplatz, Reithalle und Reitwege, Radwege, Asphaltstockbahnen, Zimmergewehr-Schießstand, Freiklettergarten, Kinder- und Familienprogramm, Moorerlebniswelten
- Winter: SkiWelt Wilder Kaiser – Brixental, Skigebiet Going-Ellmau, Langlaufloipen, Rodelbahnen, Winter-Wanderwege, Tennishalle, Squash-Halle, Eislaufplatz, Zimmergewehr-Schießstand, Asphaltstockhalle, Indoor-Kletterwand

### Filme
- Da lacht Tirol: In Going wurden mehrere Szenen von „Da lacht Tirol“ gedreht, einem Spielfilm mit dokumentarischem Einschlag von 1967.
- Der Bergdoktor: Es werden hier am Kirchplatz mit dem fiktiven Gasthaus „Wilder Kaiser“ sowie in der Nachbargemeinde Ellmau seit 2007 Folgen der ZDF-Fernsehserie „Der Bergdoktor“ gedreht.
- SOKO Kitzbühel: Die Kirche in Going wurde in der TV-Serie „Soko Kitzbühel“ (ORF 2/ZDF), in der Episode „Tiefer Fall“, zu einem dramaturgischen Hauptort.

## Politik

Gemeindeamt

### Bürgermeister
Die Bürgermeister Goings seit 1928:
- 1928–1931 Josef Hofer
- 1931–1936 Anton Foidl
- 1936–1939 Johann Pirchl
- 1939–1945 Johann Oberleitner
- 1945–1965 Johann Schipflinger
- 1965–1989 Alois Mitterer
- 1989–2004 Hermann Trixl
- 2004–2016 Josef Pirchl
- seit 2016 Alexander Hochfilzer

Bei der Bürgermeisterwahl 2016 erhielt Alexander Hochfilzer, von den drei zur Wahl stehenden Kandidaten, bereits im ersten Wahlgang über 50 % und wurde zum Bürgermeister gewählt (53,12 %). Johannes Adelsberger mit 22,51 % und Josef Treichl mit 24,37 % erhielten in etwa gleich viele Stimmen. Mit 31 Jahren wurde Alexander Hochfilzer der jüngste Ortschef im Bezirk Kitzbühel.
Ohne Gegenkandidaten wurde Alexander Hochfilzer bei der Bürgermeisterwahl 2022 mit 100 % bestätigt.

### Gemeinderat
Bei der Gemeinderatswahl 2016 erzielte die Liste Gemeinsam für Going mit 51 % die meisten Stimmen. Die Goinger Volkspartei (GVP) erhielt 28,01 % und Wir für Going (WfG) 20,98 %.
Im Jahr 2022 konnte die Bürgermeisterliste Gemeinsam für Going (GfG) ihr Wahlergebnis aus 2016 übertreffen und erreichte 58,78 %. Die Goinger Volkspartei (GVP) erhielt 15,03 % und Wir für Going (WfG) 10,72 %. Die neu formierte Liste JETZT – und in Zukunft schaffte mit 15,47 % auf Anhieb den Einzug in den Gemeinderat.
| Wahl | Gemeinsam für Going | Goinger Volkspartei | JETZT und in Zukunft | Wir für Going | Klare Liste |
| ---- | ------------------- | ------------------- | -------------------- | ------------- | ----------- |
| 2010 | 3                   | 3                   | -                    | -             | 7           |
| 2016 | 7                   | 4                   | -                    | 2             | -           |
| 2022 | 8                   | 2                   | 2                    | 1             | -           |

#### Mitglieder des Gemeinderates seit 1989
1989–1992:
Bgm. Hermann Trixl,
Bgm. Stv. Albert Erber,
Michael Hofer,
Thomas Oberleitner,
Johann Hirzinger,
Albert Mayr,
Michael Widmann,
Horst Grottenthaler,
Anton Foidl,
Georg Salfenauer,
Karl Resetaritz,
Jakob Trixl
1992–1998:
Bgm. Hermann Trixl,
Bgm. Stv. Gerold Erber,
Albert Mayr,
Ing. Gunter Göbl,
Bartl Hofer,
Wolfgang Aigner,
Michael Hofer,
Michael Widmann,
Georg Salfenauer,
Josef Pirchl,
Anton Foidl,
Klaus Heuberger,
Peter Walker
1998–2004:
Bgm. Hermann Trixl,
Bgm. Stv. Gerold Erber,
Ing. Gunter Göbl,
Manfred Mayr,
Christian Recheis,
Bartl Hofer,
Angela Manzenreiter,
Ulrich Oberleitner,
Josef Pirchl,
Hermann Fuchs,
Hermann Pletzer,
Horst Grottenthaler,
Wolfgang Aigner
2004–2010:
Bgm. Josef Pirchl,
Bgm. Stv. Manfred Czekay,
Hans-Peter Aggstein,
Stefan Kohlhofer,
Josef Treichl,
Georg Wieser,
Norbert Bergmann,
Sebastian Resch,
Horst Grottenthaler,
Bernhard Foidl,
Hermann Fuchs,
Ing. Gunter Göbl,
Angela Manzenreiter
2010–2016:
Bgm. Josef Pirchl,
Bgm. Stv. Josef Treichl,
Georg Wieser,
Ing. Gunter Göbl,
Hans-Peter Aggstein (nach Rücktritt ab 2011 ersetzt durch Katharina Steiner),
Alois Pletzer,
Robert Wallner,
Johann Adelsberger,
Horst Grottenthaler (nach Rücktritt ab 2011 ersetzt durch Aloisia Wallner),
Ing. Georg Trixl,
Angela Manzenreiter,
Bernhard Foidl,
Alexander Hochfilzer
2016–2022:
Bgm. Alexander Hochfilzer,
Bgm. Stv. Bernhard Foidl,
Johannes Adelsberger,
Manfred Mayr,
Ing. Georg Trixl,
Angela Manzenreiter,
Josef Treichl,
Helmut Huber,
Hermann Bichler,
Norbert Pletzer,
Andreas Fuchs,
Sandro Schipflinger,
Alexander Pletzer
2022-aktuell:
Bgm. Alexander Hochfilzer,
Bgm. Stv. Manfred Mayr,
Angela Albrecht,
Bernhard Foidl,
Martin Heuberger,
Ing. Georg Trixl,
Sandro Schipflinger,
Christian Lang,
Christian Wallner,
Norbert Pletzer,
Maria-Luise Unterrainer,
Theresa Hager,
Josef Treichl

### Wappen
Blasonierung: In Blau drei silberne Spitzen.
Das 1973 verliehene Gemeindewappen symbolisiert mit den Spitzen den Wilden Kaiser, an dessen Südfuß Going liegt.

## Persönlichkeiten

### Ehrenbürger
- 2014: Hermann Trixl (* 1940), Bürgermeister von Going am Wilden Kaiser 1989–2004[8]

### Söhne und Töchter der Gemeinde
- Johann Baptist Müller (Unternehmer) (1752–1806), österreichischer Bergbauunternehmer
- Johann von Sieberer (1830–1914), Versicherungs-General-Inspektor und Wohltäter
- Hans Hinterholzer (1923–2018), Skirennläufer